# ميشيل بوكيه
ميشيل بوكيه (بالفرنسية: Michel Bouquet)‏ (و. 1925 – م) هو ممثل ولد في باريس.

## التعليم
تعلم في المعهد الوطني العالي للفنون الدرامية ‏

## جوائز
حصل على جوائز منها:
- قائد وسام جوقة الشرف
- الضابط الأكبر من وسام جوقة الشرف.

## روابط خارجية
- ميشيل بوكيه على موقع IMDb (الإنجليزية)
- ميشيل بوكيه على موقع مونزينجر (الألمانية)
- ميشيل بوكيه على موقع ألو سيني (الفرنسية)
- ميشيل بوكيه على موقع ميوزك برينز (الإنجليزية)
- ميشيل بوكيه على موقع أول موفي (الإنجليزية)
- ميشيل بوكيه على موقع قاعدة بيانات الأفلام السويدية (السويدية)
- ميشيل بوكيه على موقع إن إن دي بي (الإنجليزية)
- ميشيل بوكيه على موقع ديسكوغز (الإنجليزية)
- ميشيل بوكيه على موقع قاعدة بيانات الفيلم (الإنجليزية)
- ميشيل بوكيه على موقع كينوبويسك (الروسية)